# Mémorial Frank Vandenbroucke 2010
La Binche-Tournai-Binche 2010, nota anche come Mémorial Frank Vandenbroucke, quattordicesima edizione della corsa, valida come evento dell'UCI Europe Tour 2010 categoria 1.1, si svolse il 5 ottobre 2010 per un percorso di 200 km. Fu vinta dall'italiano Elia Viviani, al traguardo in 4h36'14" alla media di 43,442 km/h.
Dei 169 ciclisti alla partenza furono in 85 a portare a termine il percorso.

## Ordine d'arrivo (Top 10)
| Pos. | Corridore            | Squadra        | Tempo    |
| ---- | -------------------- | -------------- | -------- |
| 1    | Elia Viviani         | Liquigas-Doimo | 4h36'14" |
| 2    | Jakob Fuglsang       | Saxo Bank      | a 1"     |
| 3    | Rob Ruijgh           | Vacansoleil    | s.t.     |
| 4    | Gert Steegmans       | RadioShack     | s.t.     |
| 5    | Gerald Ciolek        | Milram         | s.t.     |
| 6    | Jonas Aaen Jørgensen | Saxo Bank      | s.t.     |
| 7    | Raymond Kreder       | Garmin         | s.t.     |
| 8    | Ruggero Marzoli      | Acqua & Sap.   | s.t.     |
| 9    | Denis Galimzjanov    | Katusha        | s.t.     |
| 10   | Tom Veelers          | Skil-Shimano   | s.t.     |